# チェレザーラ
チェレザーラ（伊: Ceresara）は、イタリア共和国ロンバルディア州マントヴァ県にある、人口約2,500人の基礎自治体（コムーネ）。

## 地理

### 位置・広がり

#### 隣接コムーネ
隣接するコムーネは以下の通り。
- カザロルド
- カステル・ゴッフレード
- ガゾルド・デリ・イッポーリティ
- ゴーイト
- グイディッツォーロ
- メードレ
- ピューベガ
- ローディゴ

### 気候分類・地震分類
気候分類では、zona E, 2428 GGに分類される。
また、イタリアの地震リスク階級 (it) では、zona 3 (sismicità bassa) に分類される。

## 行政

### 分離集落
チェレザーラには、以下の分離集落（フラツィオーネ）がある。
- Possenta, San Lazzaro, San Martino Gusnago, Tezze, Villa Cappella